# Rosalie Filleul
Anne-Rosalie Filleul, född Boquet 1752 i Paris, död 24 juni 1794 i Paris, var en fransk pastellmålare. Hon var medlem av Académie de Saint-Luc.
Rosalie Filleul var dotter till målaren Blaise Boquet och Marie-Rosalie Hallé; genom sin mor var hon släkt med Noël Hallé, och genom sin far med Nicolas-François Boquet, Louis-René Boquet och Antoine Deville. Hon studerade konst för Gabriel Briard tillsammans med Elisabeth Vigee-Le Brun och specialiserade sig på stilleben och porträtt.
Hon debuterade 1773 och deltog fram till 1777 på utställningarna på Académie de Saint-Luc. Den 8 september 1777 gifte hon sig med Louis Besné Filleul, som var föreståndare vid det kungliga slottet Château de la Muette. Under de följande åren engagerades hon ofta att måla av medlemmar av kungahuset under deras vistelser på La Muette, knöt värdefulla kontakter och blev en framgångsrik konstnär. Vid sin makes död 1788 utverkade hon av Marie-Antoinette att få överta hans tjänst och bo kvar i makens tjänstebostad vid La Muette.
Under franska revolutionen satte hon ut möbler märkta med det kungliga sigillet för försäljning, vilket ledde till att hon arresterades och avrättades anklagad för att ha undanhållit statens egendom.